# The 12" Collection (album Queen)
The 12" Collection – album kompilacyjny zespołu Queen, wydany w 1992 roku. Wchodzi w skład Box of Tricks. Zawiera różne 12-calowe single i remiksy.
„Bohemian Rhapsody” nigdy nie został wydany na 12-calowym singlu, a według notatki na okładce został dołączony ze względu na długość.
„The Show Must Go On” pojawił się na 12-calowym singlu, ale w tej samej wersji, co na albumie Innuendo.

## Lista utworów[1]
| Nr | Nazwa utworu                                            | Autor tekstu                 | Długość |
| -- | ------------------------------------------------------- | ---------------------------- | ------- |
| 1  | „Bohemian Rhapsody”                                     | Freddie Mercury              | 5:58    |
| 2  | „Radio Ga Ga” (wersja rozszerzona)                      | Roger Taylor                 | 6:53    |
| 3  | „Machines 'Back to Humans'” (wersja instrumentalna 12") | Roger Taylor, Brian May      | 5:08    |
| 4  | „I Want to Break Free” (rozszerzony mix)                | John Deacon                  | 7:19    |
| 5  | „It's a Hard Life” (wersja rozszerzona)                 | Freddie Mercury              | 5:05    |
| 6  | „Hammer to Fall”                                        | Brian May                    | 5:23    |
| 7  | „Man on the Prowl” (wersja rozszerzona)                 | Freddie Mercury              | 6:04    |
| 8  | „A Kind of Magic” (wersja rozszerzona)                  | Roger Taylor                 | 6:25    |
| 9  | „Pain Is So Close to Pleasure” (wersja 12")             | Freddie Mercury, John Deacon | 6:01    |
| 10 | „Breakthru” (wersja rozszerzona)                        | Queen                        | 5:44    |
| 11 | „The Invisible Man” (wersja 12")                        | Queen                        | 5:30    |
| 12 | „The Show Must Go On”                                   | Queen                        | 4:34    |